# Do for Love
Do for Love è un singolo postumo del rapper statunitense 2Pac, pubblicato nel 1998 ed estratto dall'album R U Still Down? (Remember Me).
Il brano, che vede la partecipazione di Eric Williams (Blackstreet), contiene un sample tratto da What You Won't Do for Love di Bobby Caldwell.

## Tracce
1. Do for Love (Album Version)
2. Do for Love (The Soul Society Remix)
3. Do for Love (Pic-A-Dil-Yo! Mix)
4. Brenda's Got a Baby (Original Album Version)